# Allgemeine Wirtschaftsbank
Die Allgemeine Wirtschaftsbank AG (AWB) war eine österreichische Bank mit dem Sitz in Wien.
Die Allgemeine Wirtschaftsbank wurde 1958 von Peter Krauland gegründet. Die Bank ging 1974 wegen Zahlungsunfähigkeit in Konkurs. Ihre Passiva beliefen sich auf 654 Millionen Schilling und das Konkursverfahren dauerte dreizehneinhalb Jahre. Die Konkursquote betrug 26,7 Prozent.